# Smilax basilata
Smilax basilata là một loài thực vật có hoa trong họ Smilacaceae. Loài này được F.T.Wang & Tang miêu tả khoa học đầu tiên năm 1978.